# Falvaterra
Falvaterra è un comune italiano di 515 abitanti della provincia di Frosinone nel Lazio.

## Geografia fisica

### Territorio
Il paese è arroccato su di uno sperone roccioso che domina la sottostante vallata dove confluiscono i fiumi Liri e Sacco.

### Clima
Classificazione climatica: zona D, 1904 GR/G

## Origini del nome
Il nome di Falvaterra sembra derivare da quello della antica città romana di Fabrateria, situata non lontano dall'attuale posizione del paese.

## Storia
Nel suo territorio sono stati trovati resti di mura poligonali, risalenti al periodo preromano, nell'area del Castellone, posti all'interno del Monumento Monumento naturale regionale delle Grotte di Falvaterra e Rio Obaco.
Fabrateria nova venne fondata dai romani nel 125 a.C. sulla sponda destra del fiume Liri, poco dopo la confluenza con il fiume Sacco, all'indomani della distruzione della vicina Fregellae.
Giovenale celebrò le bellezze naturali del territorio nei suoi versi descrivendo il paese come luogo ideale per l'otium.
Durante le invasioni dei Longobardi, VI-VII secolo d.C., Fabrateria nova venne distrutta insieme ad Aquino ed Atina. La popolazione sopravvissuta si insediò sul vicino lembo dei Monti Ausoni per difendersi da ulteriori attacchi nemici e dette il nome di Falvaterra al nuovo insediamento.
Tracce storiche del paese in forma documentale esistono solo a partire dall'anno Mille, quando il borgo fu soggetto al potere della famiglia dei de Ceccano perché soggetta all'abate di Montecassino.
Nel 1100 Falvaterra passò sotto il dominio del vescovo-conte di Veroli che successivamente, intorno al 1200, la cedette alla famiglia Pagani. Nel 1301 Adenolfo Pagani la vendette a Pietro II Caetani, nipote di Papa Bonifacio VIII. Dal 1499 al 1503 Falvaterra, confiscata ai Caetani da papa Papa Alessandro VI, fu sotto la famiglia Borgia. Nel 1504 il conte di Fondi, Onorato III Caetani,  volle recuperarne il dominio, che era passato a Prospero Colonna, ma dopo un lungo contenzioso il papa riconobbe i diritti della famiglia Colonna.
La famiglia Colonna ha governato per molto tempo Falvaterra, costituendo uno dei motivi della guerra del 1556 tra il Papa ed il Re di Spagna che intervenne in difesa dei Colonna. Nel novembre del 1556 le truppe spagnole al comando del Duca d'Alba invasero lo Stato Pontificio, assediando ed occupando vari castelli tra i quali anche quello di Falvaterra che, unico, aveva resistito per nove giorni all'assedio e solo a seguito della completa disfatta delle truppe papali si arrese spontaneamente.
Il dominio dei Colonna terminò nel 1870. Successivamente all'annessione all'Italia del Regno delle due Sicilie, Falvaterra fu interessata dal fenomeno del brigantaggio.
Durante la seconda guerra mondiale Falvaterra ospitò molti sfollati dei comuni limitrofi in cerca di riparo tanto dai bombardamenti alleati che dalle violenze degli occupanti tedeschi. Durante l'occupazione tedesca si verificarono casi di resistenza civile: nel gennaio 1944 un gruppo di contadini organizzò una spedizione per riprendersi del bestiame razziato dai tedeschi. La reazione fu durissima, con un rastrellamento a tappeto che coinvolse almeno duecento persone e la fucilazione di alcuni innocenti.

## Monumenti e luoghi d'interesse

### Architetture religiose
- Chiesa parrocchiale di Santa Maria Maggiore in stile neoclassico.
- Convento e Santuario di San Sosio Martire, costruito nell'antico romitorio nella seconda metà del Settecento[4].
- Cappella Amati (1727), in piazza Umberto I, parte della demolita chiesa di S. Rocco. Sull'altare è presente una riproduzione del dipinto su tela "Transito di san Giuseppe" (fine sec. XVIII), attribuito al maestro Antonio Cavallucci da Sermoneta; l'originale si trova presso la famiglia Amati.

### Architetture civili
- Castello, di cui si individuano le tracce in una torre prospiciente piazza S. Maria Maggiore.

- Palazzetto Amati (sec. XVIII), in piazza S. Maria Maggiore.

### Altro
- Monumento ai Caduti (sec. XX), in piazza Piccirilli.

- Fontana con gruppo in pietra calcarea La Solidarietà (1969), in piazza Umberto I, opera dello scultore Giuseppe (Peppino) Quinto. La fontana fu commissionata come dono alla cittadina dall'allora sindaco Mario Amati.

### Aree naturali

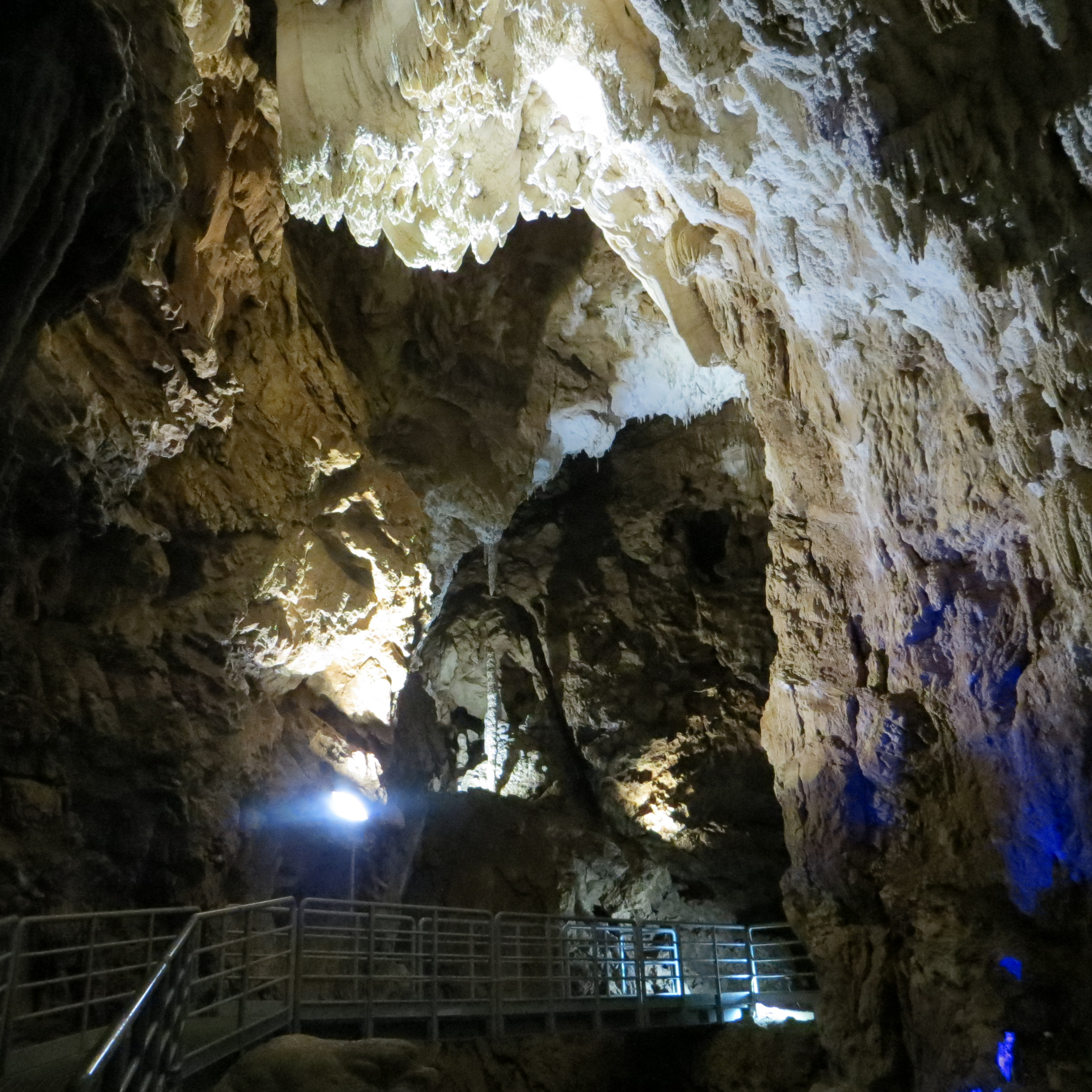
Grotte di Falvaterra

- Monumento naturale regionale delle grotte di Falvaterra e Rio Obaco

## Società

### Evoluzione demografica
Abitanti censiti

## Economia
Di seguito la tabella storica elaborata dall'Istat a tema Unità locali, intesa come numero di imprese attive, ed addetti, intesi come numero di addetti delle imprese locali attive (valori medi annui).
|            | 2015                  |                              |                            |                |                       |                     | 2014                  |                | 2013                  |                |
| ---------- | --------------------- | ---------------------------- | -------------------------- | -------------- | --------------------- | ------------------- | --------------------- | -------------- | --------------------- | -------------- |
|            | Numero imprese attive | % Provinciale Imprese attive | % Regionale Imprese attive | Numero addetti | % Provinciale Addetti | % Regionale Addetti | Numero imprese attive | Numero addetti | Numero imprese attive | Numero addetti |
| Falvaterra | 11                    | 0,03%                        | 0,002%                     | 98             | 0,09%                 | 0,01%               | 14                    | 107            | 15                    | 89             |
| Frosinone  | 33.605                |                              | 7,38%                      | 106.578        |                       | 6,92%               | 34.015                | 107.546        | 35.081                | 111.529        |
| Lazio      | 455.591               |                              |                            | 1.539.359      |                       |                     | 457.686               | 1.510.459      | 464.094               | 1.525.471      |

Nel 2015 le 11 imprese operanti nel territorio comunale, che rappresentavano lo 0,03 del totale provinciale (33.605 imprese attive), hanno occupato 98 addetti, lo 0,09% del dato provinciale; in media, ogni impresa nel 2015 ha occupato poco meno di nove addetti (8,91).

## Infrastrutture e trasporti

### Ferrovie
|  | È raggiungibile dalla stazione di Ceprano-Falvaterra. |

## Amministrazione
Nel 1927, a seguito del riordino delle circoscrizioni provinciali stabilito dal regio decreto n. 1 del 2 gennaio 1927, per volontà del governo fascista, quando venne istituita la provincia di Frosinone, Falvaterra passò dalla provincia di Roma a quella di Frosinone.

### Altre informazioni amministrative
- Fa parte della Comunità Montana XVI Monti Ausoni di Pico.